# 跳舞熊

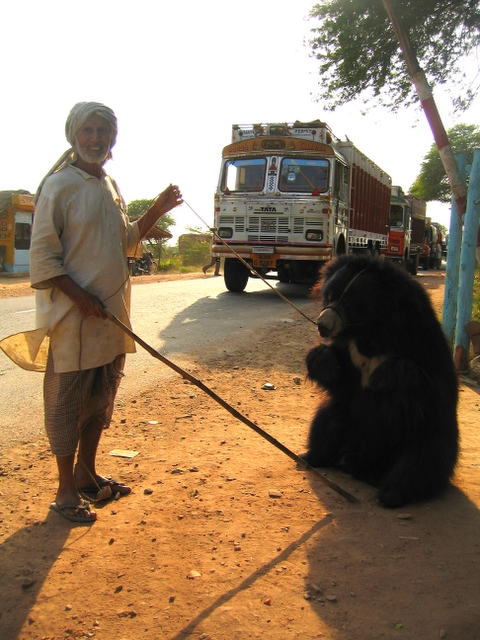

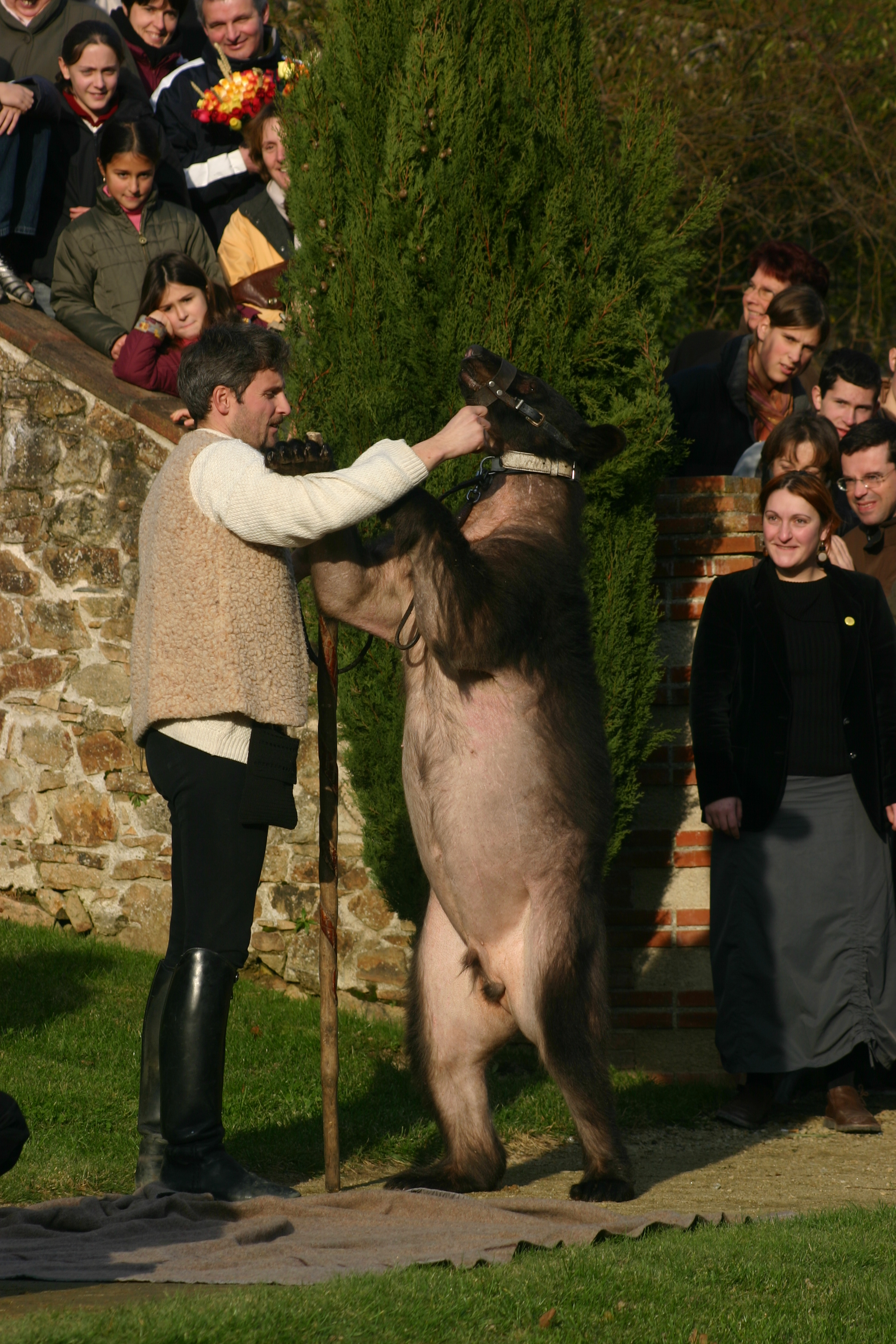

一隻跳舞熊是被訓練以在號令下表演類似舞蹈動作的熊。這種用以賺錢的表演活動自中世紀起由吉卜賽人於印度次大陸引入並於東歐一帶開始流行，直至20世紀晚期被各國法律禁止前仍能見於此兩大地區。

## 訓練方法
這些熊大多在幼年時於野外被人類偷捕，或者是獵取母熊的熊膽或熊掌時同時捕捉（並被帶到黑市販售）。為便於訓練及避免傷人，這些幼熊通常會被拔去部分牙齒及爪子。接著，在牠們約八個月大時，訓練者或飼主會以燒熱的鐵棒穿過牠們口鼻部的皮膚與軟骨，再穿進鐵鍊或繩索，以方便控制。
在訓練過程中，為使熊屈服，訓練者經常會以棍棒毆打之；許多熊隻在經過此類訓練後會表現出心理創傷的徵狀。